# Ferdinand Martin
Ferdinand Martin, né le 28 mars 1795 à Groslay (actuel Val-d'Oise) et mort le 10 février 1866 à Paris, est un chirurgien-orthopédiste français.

## Biographie
En 30 juin 1836, il est employé par les maisons d'éducation de la Légion d'honneur. En 1837, il entre au département de rééducation de l'hôpital des Invalides (1837). 
À l'instar du Suisse Joseph-Frédéric-Benoît Charrière, il a inventé plusieurs prothèses des membres, notamment un système de jambe articulée primé par l'Académie de Médecine en 1837 à la suite d'un rapport élogieux de Philippe-Frédéric Blandin. 
Les recherches qu'il mène avec Alfred Collineau sur la coxalgie sont couronnées par le prix Montyon en 1864. 
Chevalier de la Légion d'honneur, il devient président de la Société médico-pratique de Paris (1864).

## Écrits
- Premier mémoire sur le pied-bot, Paris, Urtubie et Worms, 1836, 48 p.
- Essai sur les appareils prothétiques des membres inférieurs, Germer-Baillière, 1850
- Mémoire sur une nouvelle méthode de traitement des fractures du col et du corps du fémur, 1855
- De la coxalgie : de sa nature, de son traitement, Delahaye, 1865